# Anastáz Knihovník
Anastáz Knihovník, latinsky Anastasius Bibliothecarius, jako vzdoropapež zvaný Anastáz III. (asi 810, asi Řím – asi 878, asi Řím) byl italský latinsky píšící učenec, spisovatel a překladatel z řečtiny. Byl též katolickým kardinálem a v srpnu až září 855 vzdoropapežem. Byl vlivným poradcem, knihovníkem a kancléřem několika papežů 9. století. Byl klíčovým římským a vůbec západním odborníkem na byzantské záležitosti své doby.

## Život
Narodil se v Itálii do významné rodiny. Jeho strýcem byl vlivný ortský biskup Arsenius. Vychovávaný byl řeckými mnichy v Římě. Už v mládí se naučil latinsky i řecky. V roce 847 nebo 848 byl papežem Lvem IV. vysvěcený na kardinála-kněze kostela svatého Marcella v Římě. S papežem však vedl ostré spory a nakonec z Říma odešel. Uchýlil se na dvůr východofranského krále Ludvíka II., často též pobýval v severoitalské Akvileji. Papež jej několikrát povolal zpět do Říma, když však Anastáz opakovaně odmítl, byl v prosinci 850 exkomunikován a sesazen z funkce kardinála. 
Poté, co papež Lev IV. zemřel, byl na Petrův stolec zvolen Benedikt III. Jeho volbu však ještě musel potvrdit císař. Arsenius a někteří franští klerici podporovaní Ludvíkem II. se snažili na papežský stolec dosadit Anastáze. Posly se zprávami o Benediktově zvolení zastavili v Gubbio a získali je na svou stranu. Následně byl Anastáz zvolen papežem v Ortě. V doprovodu císařských poslů přijel do Říma, zmocnil se Lateránu a Benedikta nechal uvěznit. Nepodařilo se mu však získat podporu římských měšťanů a nastala anarchie. Jako exkomunikovaného ho tradiční papežští světitelé, biskupové z Ostie a Albana, odmítli vysvětit. Když císařští poslové zjistili, že jejich kandidát nemá širší podporu, ustoupili a povolili vysvětit Benedikta. Anastáz byl sesazen, degradován na laika a poslán do Kláštera Santa Maria v Trastevere. 
Až během pontifikátu Mikuláše I. se Anastáz znovu dostal na výsluní. Mikuláš ho povýšil na opata a učinil z něj svého blízkého spolupracovníka. V den vysvěcení nového papeže Hadriána II. mu bylo zároveň zrušeno jeho suspendování z kněžství a byl ustanoven za knihovníka (bibliothecarius) římské církve (Romanae Ecclesiae) - tedy de facto správce papežského archivu. Jako takový měl významný vliv na papežskou politiku v tomto období. Vedl například spor s byzantským teologem Fotiem, patriarchou Konstantinopole (858–867, 878–886), ohledně role Ducha svatého v křesťanské Nejsvětější Trojici, což byl rozhodující spor mezi východní a západní církví, který později nakonec vedl k velkému schizmatu.
Pravděpodobně koncipoval všechny listy papežské kurie týkající se východních záležitostí, včetně Hadriánových listů Rastislavovi, Svatoplukovi a Kocelovi. Okolo roku 868 podporoval Cyrila a Metoděje při jejich příchodu do Říma, kde chtěli obhájit slovanskou liturgii. 
Pro poměrně radikální změnu jeho postojů k papežství a jeho pravomocem historici až do dob Hergenröthera a Lapotra připouštěli existenci dvou Anastázů.
Později v roce 868 byl dočasně propuštěn poté, co se měl údajně podílet na vraždách manželky a dcery papeže Hadriána II., které spáchal jeho příbuzný. Už krátce na to (někdy začátkem roku 869) se však do funkce vrátil. V roce 869 navštívil jako vyslanec Konstantinopol. Neúspěšně tam sjednával sňatek dcery krále Ludvíka II. Ermengardy a byzantského prince. Krom toho se zúčastnil čtvrtého konstantinopolského koncilu. Zde značně uspěl, neboť koncil odmítl fotiovské pojetí Ducha svatého. Jeho návštěva v Konstantinopoli byla významná i proto, že se díky němu zachovaly původní akty koncilu (dokumenty papežských legátů byly zničeny).  
Místo římského knihovníka si udržel i za pontifikátu Jana VIII. V tomto období však jeho vliv klesal a věnoval se spíše psaní. Zemřel zřejmě mezi 29. květnem 877 (poslední zmínka o něm) a 29. březnem 879, kdy je v písemných pramenech prvně zmíněn nový bibliotékář Zachariáš z Anagni. 

## Dílo
Byl autorem latinských překladů aktů dvou ekumenických koncilů (druhý nikajský, překlad z roku 873, a čtvrtý konstantinopolský, překlad z roku 871), jakož i kompilace dokumentů týkajících se hereze monotheletismu (Collectanea). 
Sepsal také třídílnou kroniku Chronographia Tripartita, ve které se věnoval římským dějinám od 6. do 9. století. Prameny mu byli dřívější byzantští historici jako patriarcha Nikéforos I., Geórgios Synkellos či Theofanes Homologetes. Ze značné části jde o „téměř otrocky doslovný překlad“ Theofana. 
Pro císaře Karla II. Holého přeložil schólii k dílu novoplatonského křesťanského filozofa Pseudo-Dionysia Areopagity z pera Maxima Vyznavače a patriarchy Jana III. Scholastika. Revidoval též Areopagitovy spisy uspořádané Janem Scotem Eriugenou. Kromě toho přeložil několik dalších byzantských děl připisovaných Maximovi či patriarchovi Germanovi. 
Napsal také velké množství životopisů svatých, mimo jiné Jana Almužníka, Basila Velikého, Martina I. nebo Svatého Štěpána. Jeho překlady dvou kratších prací svatého Cyrila (Historia brevis a Sermo declamatorius) se nedochovaly. Přeložil je pro biskupa Gauderika a zabývaly se papežem Klementem, jehož pozůstatky Cyril a Metoděj našli na Krymu. Anastáz tak byl vůbec prvním překladatelem Cyrilových spisů. 
Byl zřejmě i autorem životopisů papeže Hadriána II. a možná i Mikuláše I. ve sbírce Liber Pontificalis. Dlouho byl považován za kompilátora této sbírky.